# Adonisea baueri
Adonisea baueri is een vlinder uit de familie van de uilen (Noctuidae). De wetenschappelijke naam van de soort is voor het eerst geldig gepubliceerd in 1951 door Mc Elvare.